# Lake Tahoe
Lake Tahoe es una película dramática mexicana de 2008, dirigida por Fernando Eimbcke y protagonizada por Diego Cataño. Fue escrita por el mismo Eimbcke en colaboración con Paula Markovitch, basándose en la historia de un adolescente de dieciséis años que tiene un accidente automovilístico cuando trata de huir de su hogar.
En el 49 Festival Internacional de Cine de Cartagena ganó el premio India Catalina como mejor película. Además fue candidata para competir por el Oso de Oro en el Festival de Cine de Berlín.

## Sinopsis
Juan, de dieciséis años, se enfrenta a una difícil situación posterior a la muerte de su padre. Desarrollada a través de conflicto trivial de reparar su coche en un pueblito alejado de la civilización, que lo retarda en su objetivo, explora, con completa pausa, multitud de sentimientos, imágenes y mensajes sobre lo cruel que puede ser la vida, pero también las alegrías y enseñanzas que nos deja.

## Reparto
- Diego Cataño como Juan
- Daniela Valentine como Lucía
- Hector Herrera como Don Heber
- Juan Carlos Lara como David
- Yemil Sefami como Joaquin
- Mariana Elizondo como la madre de Juan